# Gran Premio motociclistico di Spagna 2017
Il Gran Premio motociclistico di Spagna 2017 è stata la quarta prova del motomondiale del 2017.
I vincitori delle gare nelle tre classi in competizione sono stati: Daniel Pedrosa in MotoGP, Álex Márquez in Moto2 e Arón Canet in Moto3.
La gara della classe MotoGP è inoltre la 3000ª del motomondiale in assoluto (contando tutte le singole gare delle varie classi, pure quelle soppresse, ad esclusione della classe sidecar); mentre la 1000ª e la 2000ª sono state vinte rispettivamente da Ángel Nieto e da Mick Doohan.

## MotoGP

### Arrivati al traguardo
| Pos. | Nº | Pilota           | Squadra                     | Motocicletta       | Giri | Tempo     | Griglia | Punti |
| ---- | -- | ---------------- | --------------------------- | ------------------ | ---- | --------- | ------- | ----- |
| 1º   | 26 | Dani Pedrosa     | Repsol Honda                | Honda RC213V       | 27   | 45'26.827 | 1º      | 25    |
| 2º   | 93 | Marc Márquez     | Repsol Honda                | Honda RC213V       | 27   | +6.136    | 2º      | 20    |
| 3º   | 99 | Jorge Lorenzo    | Ducati Team                 | Ducati Desmosedici | 27   | +14.767   | 8º      | 16    |
| 4º   | 5  | Johann Zarco     | Monster Yamaha Tech 3       | Yamaha YZR-M1      | 27   | +17.601   | 6º      | 13    |
| 5º   | 4  | Andrea Dovizioso | Ducati Team                 | Ducati Desmosedici | 27   | +22.913   | 14º     | 11    |
| 6º   | 25 | Maverick Viñales | Movistar Yamaha             | Yamaha YZR-M1      | 27   | +24.556   | 4º      | 10    |
| 7º   | 9  | Danilo Petrucci  | Octo Pramac Racing          | Ducati Desmosedici | 27   | +24.959   | 13º     | 9     |
| 8º   | 94 | Jonas Folger     | Monster Yamaha Tech 3       | Yamaha YZR-M1      | 27   | +27.721   | 9º      | 8     |
| 9º   | 41 | Aleix Espargaró  | Aprilia Racing Team Gresini | Aprilia RS-GP      | 27   | +31.233   | 12º     | 7     |
| 10º  | 46 | Valentino Rossi  | Movistar Yamaha             | Yamaha YZR-M1      | 27   | +38.682   | 7º      | 6     |
| 11º  | 45 | Scott Redding    | Octo Pramac Racing          | Ducati Desmosedici | 27   | +40.979   | 11º     | 5     |
| 12º  | 8  | Héctor Barberá   | Reale Avintia Racing        | Ducati Desmosedici | 27   | +43.199   | 21º     | 4     |
| 13º  | 76 | Loris Baz        | Reale Avintia Racing        | Ducati Desmosedici | 27   | +43.211   | 20º     | 3     |
| 14º  | 38 | Bradley Smith    | Red Bull KTM Factory Racing | KTM RC16           | 27   | +47.964   | 16º     | 2     |
| 15º  | 17 | Karel Abraham    | Pull&Bear Aspar             | Ducati Desmosedici | 27   | +51.279   | 19º     | 1     |
| 16º  | 22 | Sam Lowes        | Aprilia Racing Team Gresini | Aprilia RS-GP      | 27   | +1'08.885 | 22º     |       |
| 17º  | 12 | Takuya Tsuda     | Suzuki Ecstar               | Suzuki GSX-RR      | 27   | +1'27.450 | 23º     |       |

### Ritirati
| Nº | Pilota          | Squadra                     | Motocicletta       | Giri | Griglia |
| -- | --------------- | --------------------------- | ------------------ | ---- | ------- |
| 29 | Andrea Iannone  | Suzuki Ecstar               | Suzuki GSX-RR      | 9    | 5º      |
| 53 | Esteve Rabat    | EG 0,0 Marc VDS             | Honda RC213V       | 9    | 18º     |
| 35 | Cal Crutchlow   | LCR Honda                   | Honda RC213V       | 5    | 3º      |
| 43 | Jack Miller     | EG 0,0 Marc VDS             | Honda RC213V       | 5    | 10º     |
| 19 | Álvaro Bautista | Pull&Bear Aspar             | Ducati Desmosedici | 5    | 17º     |
| 44 | Pol Espargaró   | Red Bull KTM Factory Racing | KTM RC16           | 5    | 15º     |

## Moto2

### Arrivati al traguardo
| Pos. | Nº | Pilota              | Squadra                    | Motocicletta       | Giri | Tempo     | Griglia | Punti |
| ---- | -- | ------------------- | -------------------------- | ------------------ | ---- | --------- | ------- | ----- |
| 1º   | 73 | Álex Márquez        | EG 0,0 Marc VDS            | Kalex Moto2        | 25   | 43'24.350 | 1º      | 25    |
| 2º   | 42 | Francesco Bagnaia   | SKY Racing Team VR46       | Kalex Moto2        | 25   | +3.442    | 6º      | 20    |
| 3º   | 44 | Miguel Oliveira     | Red Bull KTM Ajo           | KTM Moto2          | 25   | +4.958    | 4º      | 16    |
| 4º   | 54 | Mattia Pasini       | Italtrans Racing           | Kalex Moto2        | 25   | +6.824    | 5º      | 13    |
| 5º   | 10 | Luca Marini         | Forward Racing             | Kalex Moto2        | 25   | +6.917    | 11º     | 11    |
| 6º   | 23 | Marcel Schrötter    | Dynavolt Intact GP         | Suter MMX2         | 25   | +9.561    | 9º      | 10    |
| 7º   | 77 | Dominique Aegerter  | Kiefer Racing              | Suter MMX2         | 25   | +10.266   | 3º      | 9     |
| 8º   | 12 | Thomas Lüthi        | CarXpert Interwetten       | Kalex Moto2        | 25   | +11.594   | 12º     | 8     |
| 9º   | 68 | Yonny Hernández     | AGR Team                   | Kalex Moto2        | 25   | +19.212   | 22º     | 7     |
| 10º  | 49 | Axel Pons           | RW Racing GP               | Kalex Moto2        | 25   | +19.293   | 10º     | 6     |
| 11º  | 7  | Lorenzo Baldassarri | Forward Racing             | Kalex Moto2        | 25   | +19.672   | 19º     | 5     |
| 12º  | 9  | Jorge Navarro       | Federal Oil Gresini        | Kalex Moto2        | 25   | +24.487   | 21º     | 4     |
| 13º  | 55 | Hafizh Syahrin      | Petronas Raceline Malaysia | Kalex Moto2        | 25   | +25.522   | 15º     | 3     |
| 14º  | 88 | Ricard Cardús       | Red Bull KTM Ajo           | KTM Moto2          | 25   | +26.049   | 18º     | 2     |
| 15º  | 45 | Tetsuta Nagashima   | Teluru SAG                 | Kalex Moto2        | 25   | +26.089   | 24º     | 1     |
| 16º  | 40 | Fabio Quartararo    | Pons HP40                  | Kalex Moto2        | 25   | +29.877   | 14º     |       |
| 17º  | 57 | Edgar Pons          | Pons HP40                  | Kalex Moto2        | 25   | +33.799   | 23º     |       |
| 18º  | 32 | Isaac Viñales       | BE-A-VIP SAG               | Kalex Moto2        | 25   | +35.196   | 27º     |       |
| 19º  | 19 | Xavier Siméon       | Tasca Racing               | Kalex Moto2        | 25   | +40.950   | 17º     |       |
| 20º  | 2  | Jesko Raffin        | Garage Plus Interwetten    | Kalex Moto2        | 25   | +43.165   | 26º     |       |
| 21º  | 30 | Takaaki Nakagami    | Idemitsu Honda Team Asia   | Kalex Moto2        | 25   | +43.282   | 8º      |       |
| 22º  | 87 | Remy Gardner        | Tech 3 Racing              | Tech 3 Mistral 610 | 25   | +47.675   | 28º     |       |
| 23º  | 47 | Axel Bassani        | Speed Up Racing            | Speed Up SF7       | 25   | +48.478   | 30º     |       |
| 24º  | 22 | Federico Fuligni    | Kiefer Racing              | Suter MMX2         | 25   | +1'11.416 | 31º     |       |
| 25º  | 62 | Stefano Manzi       | SKY Racing Team VR46       | Kalex Moto2        | 25   | +1'15.738 | 32º     |       |
| 26º  | 5  | Andrea Locatelli    | Italtrans Racing           | Kalex Moto2        | 24   | +1 giro   | 25º     |       |

### Ritirati
| Nº | Pilota             | Squadra                  | Motocicletta       | Giri | Griglia |
| -- | ------------------ | ------------------------ | ------------------ | ---- | ------- |
| 11 | Sandro Cortese     | Dynavolt Intact GP       | Suter MMX2         | 16   | 20º     |
| 97 | Xavi Vierge        | Tech 3 Racing            | Tech 3 Mistral 610 | 16   | 7º      |
| 89 | Khairul Idham Pawi | Idemitsu Honda Team Asia | Kalex Moto2        | 13   | 16º     |
| 27 | Iker Lecuona       | Garage Plus Interwetten  | Kalex Moto2        | 11   | 29º     |
| 21 | Franco Morbidelli  | EG 0,0 Marc VDS          | Kalex Moto2        | 8    | 2º      |
| 24 | Simone Corsi       | Speed Up Racing          | Speed Up SF7       | 2    | 13º     |

## Moto3

### Arrivati al traguardo
| Pos. | Nº | Pilota                 | Squadra                    | Motocicletta   | Giri | Tempo     | Griglia | Punti |
| ---- | -- | ---------------------- | -------------------------- | -------------- | ---- | --------- | ------- | ----- |
| 1º   | 44 | Arón Canet             | Estrella Galicia 0,0       | Honda NSF250R  | 23   | 41'25.706 | 2º      | 25    |
| 2º   | 5  | Romano Fenati          | Marinelli Rivacold Snipers | Honda NSF250R  | 23   | +0.031    | 3º      | 20    |
| 3º   | 36 | Joan Mir               | Leopard Racing             | Honda NSF250R  | 23   | +0.155    | 9º      | 16    |
| 4º   | 42 | Marcos Ramírez         | Platinum Bay Real Estate   | KTM RC 250 GP  | 23   | +0.358    | 5º      | 13    |
| 5º   | 21 | Fabio Di Giannantonio  | Del Conca Gresini          | Honda NSF250R  | 23   | +0.946    | 11º     | 11    |
| 6º   | 16 | Andrea Migno           | SKY Racing Team VR46       | KTM RC 250 GP  | 23   | +1.162    | 8º      | 10    |
| 7º   | 8  | Nicolò Bulega          | SKY Racing Team VR46       | KTM RC 250 GP  | 23   | +1.417    | 4º      | 9     |
| 8º   | 33 | Enea Bastianini        | Estrella Galicia 0,0       | Honda NSF250R  | 23   | +1.456    | 14º     | 8     |
| 9º   | 88 | Jorge Martín           | Del Conca Gresini          | Honda NSF250R  | 23   | +1.961    | 1º      | 7     |
| 10º  | 58 | Juanfran Guevara       | RBA BOE Racing             | KTM RC 250 GP  | 23   | +2.000    | 12º     | 6     |
| 11º  | 64 | Bo Bendsneyder         | Red Bull KTM Ajo           | KTM RC 250 GP  | 23   | +7.431    | 23º     | 5     |
| 12º  | 95 | Jules Danilo           | Marinelli Rivacold Snipers | Honda NSF250R  | 23   | +9.958    | 24º     | 4     |
| 13º  | 19 | Gabriel Rodrigo        | RBA BOE Racing             | KTM RC 250 GP  | 23   | +10.028   | 16º     | 3     |
| 14º  | 75 | Albert Arenas          | Mahindra Northgate Aspar   | Mahindra MGP3O | 23   | +10.665   | 13º     | 2     |
| 15º  | 71 | Ayumu Sasaki           | SIC Racing                 | Honda NSF250R  | 23   | +14.062   | 15º     | 1     |
| 16º  | 11 | Livio Loi              | Leopard Racing             | Honda NSF250R  | 23   | +20.451   | 18º     |       |
| 17º  | 27 | Kaito Toba             | Honda Team Asia            | Honda NSF250R  | 23   | +20.699   | 27º     |       |
| 18º  | 84 | Jakub Kornfeil         | Peugeot MC Saxoprint       | Peugeot        | 23   | +20.836   | 21º     |       |
| 19º  | 48 | Lorenzo Dalla Porta    | Mahindra Northgate Aspar   | Mahindra MGP3O | 23   | +21.624   | 17º     |       |
| 20º  | 40 | Darryn Binder          | Platinum Bay Real Estate   | KTM RC 250 GP  | 23   | +34.081   | 10º     |       |
| 21º  | 41 | Nakarin Atiratphuvapat | Honda Team Asia            | Honda NSF250R  | 23   | +37.754   | 30º     |       |
| 22º  | 23 | Niccolò Antonelli      | Red Bull KTM Ajo           | KTM RC 250 GP  | 23   | +37.799   | 6º      |       |
| 23º  | 14 | Tony Arbolino          | SIC58 Squadra Corse        | Honda NSF250R  | 23   | +37.915   | 28º     |       |
| 24ª  | 6  | María Herrera          | AGR Team                   | KTM RC 250 GP  | 23   | +38.014   | 22ª     |       |
| 25º  | 31 | Raúl Fernández         | Mahindra MRW Aspar         | Mahindra MGP3O | 23   | +57.408   | 31º     |       |
| 26º  | 4  | Patrik Pulkkinen       | Peugeot MC Saxoprint       | Peugeot        | 23   | +57.494   | 32º     |       |
| 27º  | 96 | Manuel Pagliani        | CIP                        | Mahindra MGP3O | 23   | +1'00.920 | 29º     |       |

### Ritirati
| Nº | Pilota          | Squadra               | Motocicletta   | Giri | Griglia |
| -- | --------------- | --------------------- | -------------- | ---- | ------- |
| 17 | John McPhee     | British Talent        | Honda NSF250R  | 14   | 25º     |
| 12 | Marco Bezzecchi | CIP                   | Mahindra MGP3O | 13   | 26º     |
| 7  | Adam Norrodin   | SIC Racing            | Honda NSF250R  | 12   | 19º     |
| 24 | Tatsuki Suzuki  | SIC58 Squadra Corse   | Honda NSF250R  | 3    | 7º      |
| 63 | Vicente Pérez   | Reale Avintia Academy | KTM RC 250 GP  | 1    | 20º     |

### Non partito
| Nº | Pilota       | Squadra                    | Motocicletta  |
| -- | ------------ | -------------------------- | ------------- |
| 65 | Philipp Öttl | Südmetall Schedl GP Racing | KTM RC 250 GP |